# Lubna Azabal

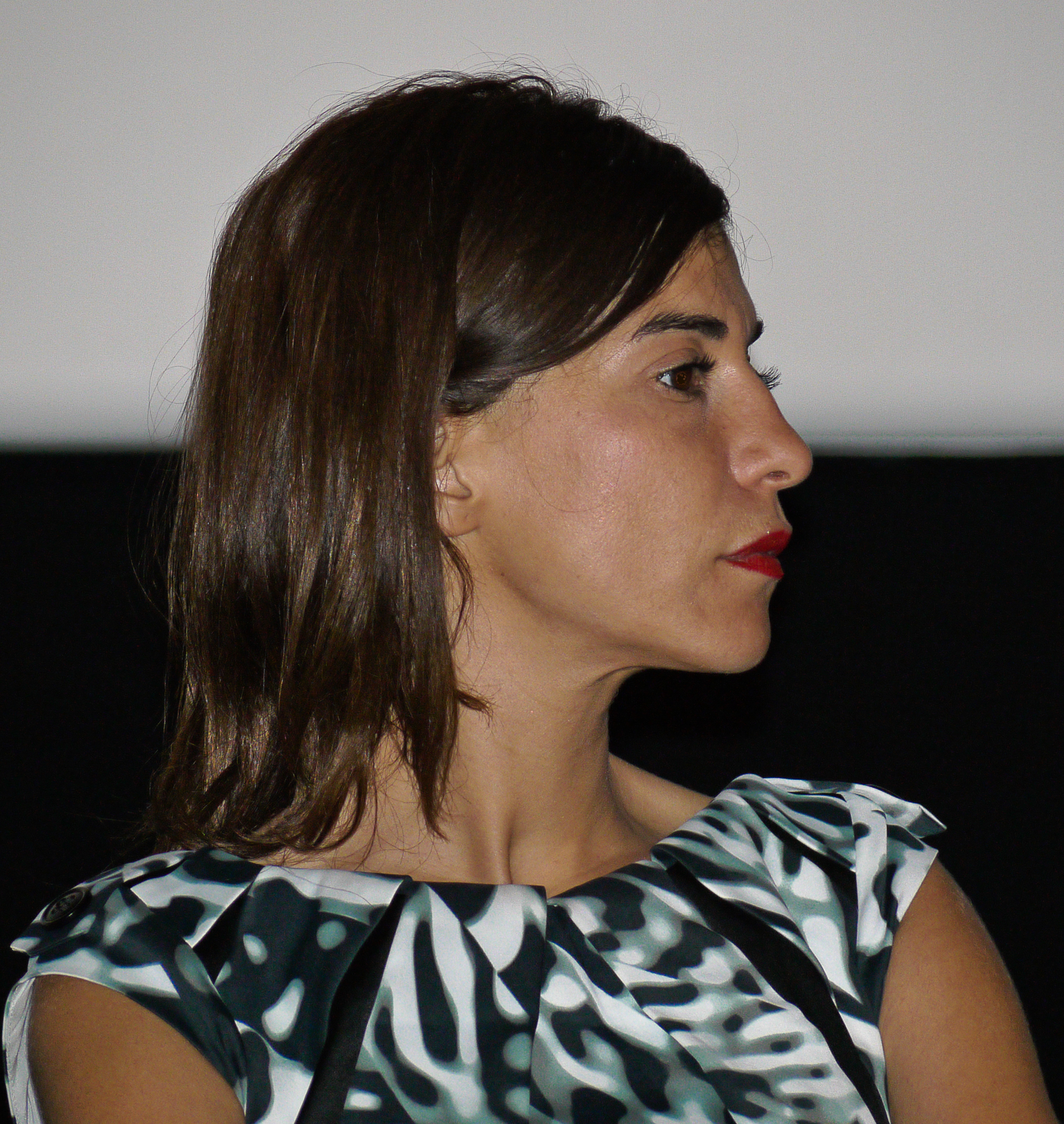
Lubna Azabal (2011)

Lubna Azabal (* 1973 in Brüssel, Belgien) ist eine belgisch-marokkanisch-spanische Schauspielerin.

## Leben
Azabal ist die Tochter eines Marokkaners und einer Spanierin. Sie wurde dreisprachig erzogen (Französisch, Spanisch und Berberisch). Außerdem spricht sie Englisch, Flämisch und Arabisch.
Lubna Azabal besuchte in Brüssel sowohl die private Schauspielschule „de Kleine Academie“ als auch das Königliche Konservatorium Brüssel (Conservatoire Royal de Bruxelles). Sie begann ihre Schauspielkarriere zunächst am Theater. 1996 erhielt sie ihre erste Rolle in einem Film. 1997 wurde sie vom belgischen Filmemacher Vincent Lannoo in seinem Kurzfilm J’adore le Cinéma besetzt. Anschließend zog sie nach Paris und spielte vorwiegend in französischen Kino- und Fernsehproduktionen.
Bekannt wurde sie vor allem mit ihrer Rolle im palästinensischen Politdrama Paradise Now, das 2005 den Publikumspreis bei der Berlinale und 2006 den Golden Globe gewann und 2006 für den Oscar als bester fremdsprachiger Film nominiert war. Nach dem großen Erfolg von Paradise Now wurden ihr auch Rollen in englischsprachigen Big-Budget-Kinoproduktionen angeboten. 2008 erhielt sie zunächst eine kleinere Rolle neben Leonardo DiCaprio und Russell Crowe im US-amerikanischen Thriller Der Mann, der niemals lebte, 2011 spielte sie dann an der Seite von Gerard Butler, Ralph Fiennes und Vanessa Redgrave im britischen Historiendrama Coriolanus.
2011 erlangte sie erneut internationale Beachtung, als sie bei den Genie Awards, dem kanadischen Pendant zur Oscar-Verleihung, als beste Hauptdarstellerin für Die Frau, die singt ausgezeichnet wurde. Das Drama erhielt insgesamt acht Genie Awards, unter anderem als bester Film und für die beste Regie, und war im gleichen Jahr auch für den Oscar als bester fremdsprachiger Film nominiert. Für ihre Darstellung in Tueurs (2017) wurde sie 2019 mit dem belgischen Filmpreis Magritte als beste Hauptdarstellerin ausgezeichnet.
Im Jahr 2009 zog sie von Paris wieder zurück nach Belgien.
Im Jahr 2024 wurde Azabal beim 77. Filmfestival von Cannes als Jurypräsidentin des Kurzfilmwettbewerbs und der Sektion La Cinéf bestimmt.

## Filmografie (Auswahl)

### Kino
- 1996: Le Sourire des femmes – Regie: Stéphane Vuillet
- 1997: J’adore le Cinéma – Regie: Vincent Lannoo
- 1998: Reine Fiktion – Die Verbrechen von Charleroi (Pure Fiction) – Regie: Marian Handwerker
- 1999: Les Siestes Grenadine – Regie: Mahmoud Ben Mahmoud
- 2001: Weit weg – Loin (Loin) – Regie: André Téchiné
- 2002: Aram – Regie: Robert Kéchichian
- 2002: Sens dessus dessous – Regie: Vincent Buffé
- 2002: Zwielicht in Tanger (Une minute de soleil en moins) – Regie: Nabil Ayouch
- 2003: Un monde presque paisible – Regie: Michel Deville
- 2004: 25 Grad im Winter (25 degrés en hiver) – Regie: Stéphane Vuillet
- 2004: Exil – Regie: Tony Gatlif
- 2004: Changing Times (Les temps qui changent) – Regie: André Téchiné
- 2004: Drei Frauen in Algier (Viva Laldjérie) – Regie: Nadir Moknèche
- 2005: Paradise Now – Regie: Hany Abu-Assad
- 2007: 24 Mesures – Regie: Jalil Lespert
- 2007: Écho – Regie: Yann Gozlan
- 2007: Strangers – Regie: Erez Tadmor & Guy Nattiv
- 2008: Une chaîne pour deux – Regie: Frédéric Ledoux
- 2008: Der Mann, der niemals lebte (Body of Lies) – Regie: Ridley Scott
- 2009: Gamines – Regie: Éléonore Faucher
- 2010: Comme les cinq doigts de la main – Regie: Alexandre Arcady
- 2010: Caged (Captifs) – Regie: Yann Gozlan
- 2010: Die Frau, die singt (Incendies) – Regie: Denis Villeneuve
- 2011: In the Last Moment – Regie: Øystein Stene
- 2011: Les Hommes libres – Regie: Ismaël Ferroukhi
- 2011: Here – Regie: Braden King
- 2011: Coriolanus – Regie: Ralph Fiennes
- 2011: Headwinds (Des vents contraires) – Regie: Jalil Lespert
- 2012: Goodbye Morocco – Regie: Nadir Moknèche
- 2013: Rock the Casbah – Regie: Laïla Marrakchi
- 2013: La Marche – Regie: Nabil Ben Yadir
- 2016: Ma révolution – Regie: Ramzi Ben Sliman
- 2016: Ustica: The Missing Paper – Regie: Renzo Martinelli
- 2017: Light Thereafter – Regie: Konstantin Bojanov
- 2017: Lola Pater – Regie: Nadir Moknèche
- 2017: Grain – Weizen (Grain) – Regie: Semih Kaplanoglu
- 2017: Catch the Wind (Prendre le large) – Regie: Gaël Morel
- 2017: Tueurs – Regie: Jean-François Hensgens, François Troukens
- 2018: Maria Magdalena (Mary Magdalene) – Regie: Garth Davis
- 2018: A Bluebird in My Heart – Regie: Jérémie Guez
- 2018: Sofia – Regie: Meryem Benm'Barek-Aloïsi
- 2018: Tel Aviv on Fire – Regie: Sameh Zoabi
- 2019: Adam – Regie: Maryam Touzani
- 2019: Hellhole – Regie: Bas Devos
- 2021: La vie me va bien – Regie: Al Hadi Ulad-Mohand
- 2022: Simone, le voyage du siècle – Regie: Olivier Dahan
- 2022: Rebel – In den Fängen des Terrors (Rebel)
- 2022: Das Blau des Kaftans (Le bleu du Caftan) – Regie: Maryam Touzani
- 2022: The Love – Lass die Liebe sprechen (El houb)
- 2022: Pour la France – Regie: Rachid Hami
- 2023: L'air de la mer rend libre – Regie: Nadir Moknèche
- 2023: Amal – Regie: Jawad Rhalib
- 2024: Maldoror
- 2024: Une vie rêvée
- 2024: Rabia – Der verlorene Traum (Rabia)

### Fernsehen
- 2002: La source des Sarrazins (Fernsehfilm) – Regie: Denis Malleval
- 2008: Bajo el mismo cielo (Fernsehfilm) – Regie: Sílvia Munt
- 2009: Serie in Schwarz (Suite Noire; Fernsehreihe, Folge: On achève bien les disc-jockeys) – Regie: Orso Miret
- 2009: Occupation (Fernsehserie)
- 2010: I Am Slave (Fernsehfilm) – Regie: Gabriel Range
- 2011: Le Repaire de la vouivre (Fernsehfilm) – Regie: Edwin Baily
- 2011: Tout le monde descend (Fernsehfilm) – Regie: Renaud Bertrand
- 2014: The Honourable Woman (Fernsehserie)
- 2015: Stadt ohne Namen (Trepalium, Fernsehserie)
- 2016–2017: Glacé – Ein eiskalter Fund (Glacé, Fernsehserie)
- 2017: On l’appelait Ruby (Fernsehfilm) – Regie: Laurent Tuel
- 2018: Nox (Fernsehserie)
- 2018: The Break (Fernsehserie)
- 2018: Die purpurnen Flüsse (Les rivières pourpres, Fernsehserie)
- 2018: Die Libelle (The Little Drummer Girl, Fernsehserie)
- 2019: The Collapse (L‘Effondrement, Fernsehserie)
- 2020: Le Voyageur (Fernsehserie)
- 2020–2021: Cheyenne & Lola (Fernsehserie)
- 2021: Braqueurs: Im Auge des Wolfes – Die Serie (Braqueurs, Fernsehserie)
- 2022: Champion – Regie: Mona Achache
- 2023: Alphonse (Fernsehserie)
- 2024: Des blessures invisibles
- 2024: L'école des espions

## Theater
- 1999: Dona Rosita (Doña Rosita bleibt ledig oder Die Sprache der Blumen) von Federico García Lorca
- 2000: L’Horloge et le désert (Was Euch bleibt) von Ghassan Kanafani
- 2002: Une nuit arabe (Die arabische Nacht) von Roland Schimmelpfennig
- 2003: Le Tampon vert von Aziz Chouaki
- 2006: L’Île des esclaves (Die Sklaveninsel) von Pierre Carlet de Marivaux

## Auszeichnungen
- 2010: Black Pearl Award (Middle East International Film Festival – Abu Dhabi) als beste Hauptdarstellerin für Die Frau, die singt – Incendies[9][10]
- 2011: Genie Award als beste Hauptdarstellerin für Incendies[6][7]
- 2019: Magritte als beste Hauptdarstellerin für Tueurs